# Адобес
Адобес (ісп. Adobes) — муніципалітет в Іспанії, у складі автономної спільноти Кастилія-Ла-Манча, у провінції Гвадалахара. Населення — 54 особи (2010).
Муніципалітет розташований на відстані близько 170 км на схід від Мадрида, 130 км на схід від Гвадалахари.

## Демографія
Динаміка населення (INE ):